# Nintu
Nintu, coneguda també amb els noms de Nintí o Mami.
Se la considera la deessa mare principal de la ciutat sumèria de Keshi. Estava casada amb Shulpara, o de vegades amb An. Va participar en la creació de la humanitat: va agafar la sang i la carn d'un déu sacrificat, la va barrejar amb argila i la va col·locar en catorze motlles, set per a les dones i set per als homes. Després, va esperar nou mesos fins que va néixer la primera generació. Aquest mite s'explica al poema èpic anomenat Atrahasis.